# ドロテア・ア・ダンマーク (1520-1580)
ドロテア・ア・ダンマーク（Dorothea af Danmark, 1520年11月10日 - 1580年5月31日）は、デンマーク王クリスチャン2世と王妃イサベラ・ア・ブアグンの間の長女。プファルツ選帝侯フリードリヒ2世の妻。

## 生涯
1523年に父王が廃位されると、両親や兄妹と一緒に母の故郷低地地方に亡命した。大叔母マルグリットや伯母マリアら、ハプスブルク家の女性親族の庇護下で育てられた。カトリックを信奉するマルグリット大叔母の宮廷で育ったものの、密かにプロテスタントの教説に共感を抱いていた。
1532年に兄ハンスが夭折すると、父のデンマーク王位請求権の相続者と見なされるようになった。1535年9月29日にハイデルベルクにおいて、38歳年上のプファルツ選帝侯フリードリヒ2世と結婚した。夫妻の間に子供は無かった。1544年、ハプスブルク家はドロテアを正統なデンマーク王位の相続者とする主張を取り下げた。
1556年に夫と死別した後、ノイマルクトの宮中伯城で寡婦生活を送った。死後、ハイデルベルクの聖霊教会に葬られた。

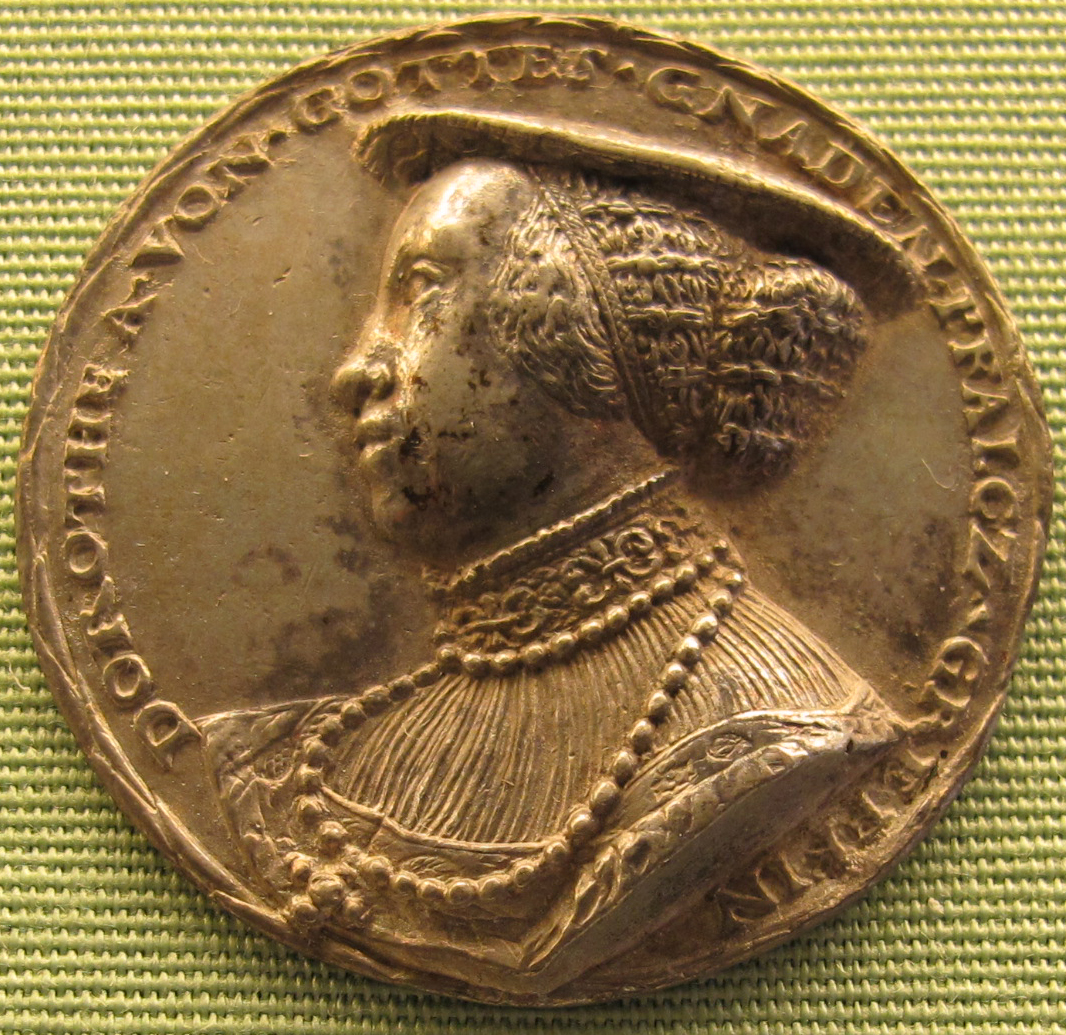
プファルツ選帝侯夫人ドロテアの横顔を刻んだメダル